# Валло, Жак-Николя
Жак Николя Валло (фр. Jacques-Nicolas Vallot; 22 февраля 1771, Дижон — 22 января 1860, там же) — французский миколог и ихтиолог и энтомолог, профессор естествознания в Центральной школе в Дижоне (1809-1845). Выпускник Высшей нормальной школы. В 1792 году получил степень доктора медицины, в 1810 году стал доктором наук. Адъюнкт Академии медицинских наук Франции. 

## Публикации Валло
Автор многих научных публикаций в том числе:
- Vallot J. N. Ichthyologie française ou histoire naturelle des poissons d’eau douce de France. — Imprimerie E. Frantin, 1837. — P. 321.
- Vallot J. N. Détermination précise des insectes nuisibles, mentionnés dans les différents traités relatifs à la culture des arbres fruitiers, et indications des moyens à employer pour s’opposer à leurs ravages. — 1827.

## Некоторые таксоны, описанные Валло
- Feltiella acarisuga (Vallot, 1827)
- Thremma fontium (Vallot, 1836)
- Trioza centranthi (Vallot, 1829)
- Obscurella conica (Vallot, 1801)
- Jaapiella veronicae (Vallot, 1827)
- Aphis pyri Vallot, 1802
- Parachondrostoma toxostoma (Vallot, 1837)